# Stenopogon escalarae
Stenopogon escalarae är en tvåvingeart som beskrevs av Gabriel Strobl 1906. Stenopogon escalarae ingår i släktet Stenopogon och familjen rovflugor. Inga underarter finns listade i Catalogue of Life.